# Итальянец (фильм, 2005)
«Итальянец» — фильм Андрея Кравчука 2005 года. Премьера фильма в России: 22 сентября 2005 года. Премьера фильма на телевидении состоялась 26 марта 2006 года на Первом канале. Фильм был выдвинут от России на премию «Оскар» в номинации «Лучший зарубежный фильм», но не был номинирован и в декабрьский шорт-лист не вошёл.

## Сюжет
Итальянец — прозвище шестилетнего детдомовца Вани Солнцева, которого решила взять на усыновление итальянская бездетная пара. Мальчику из провинциального детдома, казалось бы, стоило на коленях благодарить судьбу за дарованный шанс, и впереди у него — безбедная сытая жизнь в солнечной Италии. Тем не менее зов крови не даёт покоя, и мальчик решается найти свою родную маму. Ради этого он садится на поезд и направляется на другой конец области, где доброжелательный сторож Дома ребёнка называет ему заветную улицу, дом и квартиру. Фильм заканчивается письмом Вани, адресованным его другу Антону, в нём Ваня сообщает, что ему удалось найти мать и обрести счастье. Съёмки проходили в городе Выборге и его окрестностях.

## В ролях
| Актёр              | Роль                                         |
| ------------------ | -------------------------------------------- |
| Николай Спиридонов | воспитанник детского дома Ваня главный герой |
| Мария Кузнецова    | Мадам                                        |
| Николай Реутов     | Гриша                                        |
| Юрий Ицков         | директор детского дома                       |
| Денис Моисеенко    | Колян                                        |
| Андрей Елизаров    | Тимоха                                       |
| Александр Сироткин | Серый                                        |
| Владимир Шипов     |                                              |
| Полина Воробьева   | Натаха                                       |
| Ольга Шувалова     | Ирка                                         |
| Дмитрий Землянко   | Антон                                        |
| Дарья Лесникова    | мать Мухина                                  |
| Рудольф Кульд      | сторож Дома ребёнка                          |
| Ирина Основина     |                                              |
| Александр Андреев  |                                              |
| Андрей Дежонов     |                                              |
| Юлия Шубарева      |                                              |
| Андрей Дежонов     | пьяный пассажир                              |

## Съёмочная группа
- Автор сценария: Андрей Романов
- Режиссёр: Андрей Кравчук
- Оператор: Александр Буров
- Художник: Владимир Светозаров
- Звукорежиссёр: Алиакпер Гасан-заде
- Композитор: Александр Кнайфель
- Редактор: Александр Поздняков
- Продюсеры: Ольга Аграфенина, Андрей Зерцалов
- Сопродюсеры: Владимир Богоявленский, Владимир Хусид (Тулос-синема)

## Награды
Исполнитель главной роли Николай Спиридонов получил ряд наград:
- Кинофорум «Амурская осень» — приз за лучшую детскую роль.
- XIV Открытый фестиваль стран СНГ и Балтии «Киношок» — приз за лучшую детскую роль.
- 14-й Открытый фестиваль стран СНГ и Балтии «Киношок»: детское жюри конкурса «Киномалышок» особо отметило фильм «Итальянец», который был признан лучшим; Николай Спиридонов получил приз за лучшую детскую роль.
- Приз (статуэтка Евгения Леонова) за «Лучшую актёрскую работу в дебютном отечественном фильме».

## Критика
Основные дискуссии развернулись в связи с идеологическими посылами фильма. К примеру, киновед Михаил Трофименков увидел в фильме «слёзовыжималку, выполняющую соцзаказ: все на борьбу с усыновлением русских детей за границу».
О том же самом говорит режиссёру корреспондент интернет-издания Media International Group: «Некоторые депутаты Госдумы требуют жёстко ограничить возможности усыновления за рубеж. Похоже, что ваша картина объективно, хотите вы этого или нет, поддерживает эту охранительную тенденцию. Ваня Солнцев предпочёл апельсинам Италии покосившиеся заборы России»
В рецензии журнала «Искусство кино» отмечается, что «фильм никоим образом не закашивает ни в сторону того, что вот, мол, герой отказался от сладкой жизни из-за любви к родной земле; ни в сторону архаики, зова крови, почвы и судьбы. <…> Он совсем не об этом. Он о базовых ценностях».
На страницах журнала «Сеанс» Дмитрий Савельев особо выделяет «традицию спокойной повествовательности», в которой работает режиссёр Кравчук.

Вообще эта дискуссия касается нашего фильма лишь боком. Ваня не стремится жить в России. Он стремится спасти свою мать. Наш фильм — это одиссея мальчика, базовый миф о возвращении блудного сына.— режиссёр Андрей Кравчук